# The Other Side of the Mirror
The Other Side Of The Mirror – czwarty album studyjny wokalistki i kompozytorki Stevie Nicks, wydany w maju 1989 roku.
Album został nagrany w Los Angeles i zmiksowany w Buckinghamshire w Anglii. Krążek jest albumem koncepcyjnym i opiera się na historii opisanej w Przygodach Alicji w Krainie Czarów. Album osiągnął 10 miejsce amerykańskiej listy przebojów, a główny singel promujący płytę, "Rooms on Fire", 16 miejsce. Krążek uzyskał status platyny razem z kompilacją najlepszych przebojów Nicks, Timespace: The Best of Stevie Nicks, wydaną w 1991.

## Lista utworów
| Lp. | Tytuł                                       | Muzyka i tekst               | Czas |
| --- | ------------------------------------------- | ---------------------------- | ---- |
| 1   | "Rooms on Fire"                             | Stevie Nicks, Rick Nowels    | 4:30 |
| 2   | "Long Way To Go"                            | Nicks, Nowels, Charles Judge | 4:06 |
| 3   | "Two Kinds of Love"                         | Nicks, Rupert Hine, Nowels   | 4:46 |
| 4   | "Ooh My Love"                               | Nicks, Nowels                | 5:02 |
| 5   | "Ghosts"                                    | Nicks, Mike Campbell         | 4:54 |
| 6   | "Whole Lotta Trouble"                       | Nicks, Campbell              | 4:58 |
| 7   | "Fire Burning"                              | Nicks, Campbell, Hine        | 3:16 |
| 8   | "Cry Wolf"                                  | Jude Johnstone               | 4:12 |
| 9   | "Alice"                                     | Nicks, Hine                  | 5:50 |
| 10  | "Juliet"                                    | Nicks                        | 4:55 |
| 11  | "Doing the Best I Can (Escape From Berlin)" | Nicks                        | 5:36 |
| 12  | "I Still Miss Someone (Blue Eyes)"          | Johnny Cash, Roy Cash Jr.    | 4:08 |